# Rallye Griechenland 2024

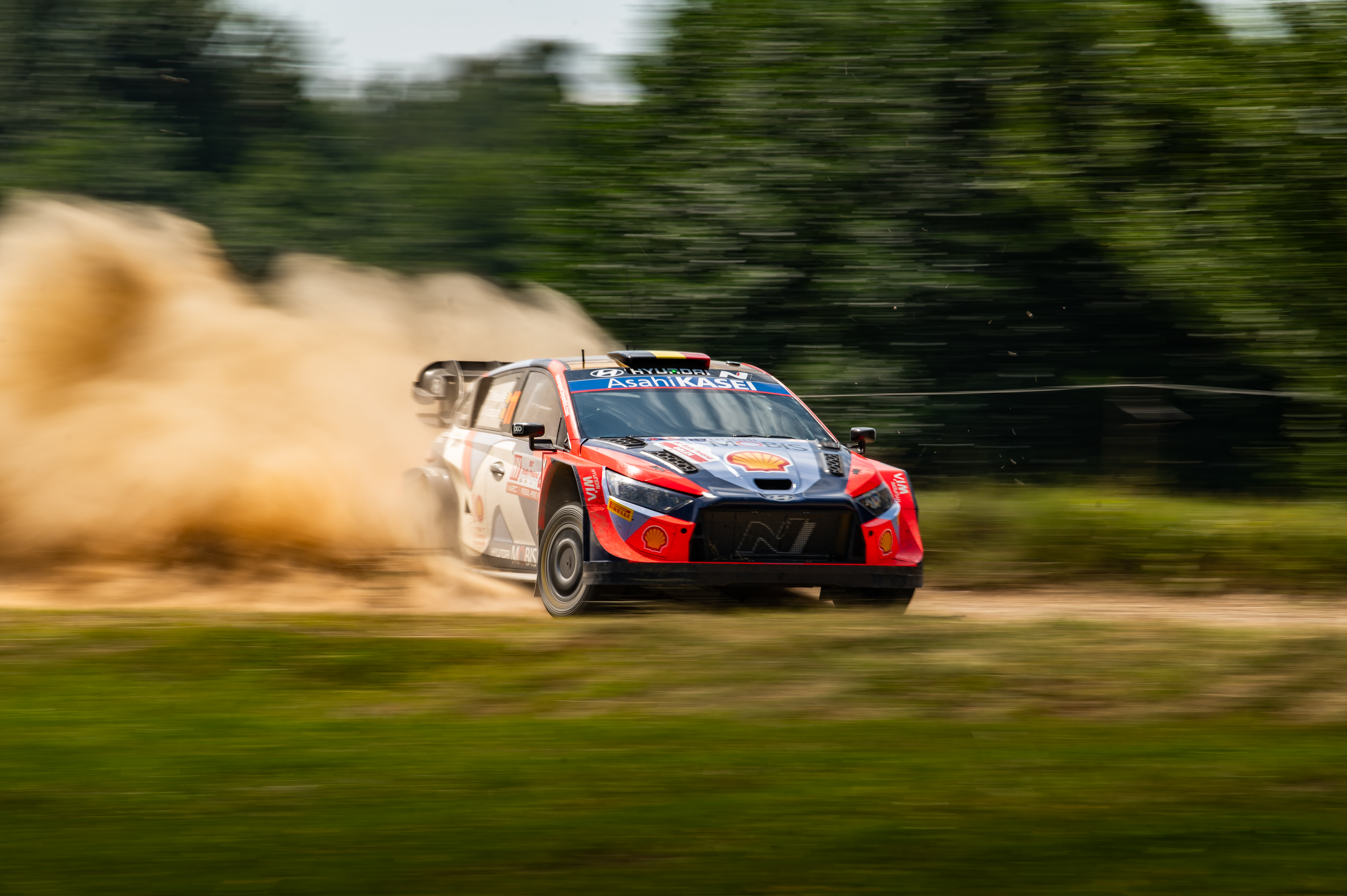
Der Sieger der Rallye Griechenland 2024 Thierry Neuville im Hyundai i20 N Rally1

Die 68. Rallye Griechenland (offiziell EKO Acropolis Rally Greece 2024) war der 10. Lauf zur FIA-Rallye-Weltmeisterschaft 2024. Sie dauerte vom 5. bis zum 8. September 2024 und es wurden insgesamt 15 Wertungsprüfungen (WP) gefahren.

## Meldeliste
| Nr.                  | Fahrer             | Co-Pilot                   | Auto                   |
| -------------------- | ------------------ | -------------------------- | ---------------------- |
| WRC-Klasse (Rally1)  |                    |                            |                        |
| 6                    | Dani Sordo         | Cándido Carrera            | Hyundai i20 N Rally1   |
| 8                    | Ott Tänak          | Martin Järveoja            | Hyundai i20 N Rally1   |
| 11                   | Thierry Neuville   | Martijn Wydaeghe           | Hyundai i20 N Rally1   |
| 13                   | Grégoire Munster   | Louis Louka                | Ford Puma Rally1       |
| 16                   | Adrien Fourmaux    | Alexandre Coria            | Ford Puma Rally1       |
| 17                   | Sébastien Ogier    | Vincent Landais            | Toyota GR Yaris Rally1 |
| 18                   | Takamoto Katsuta   | Aaron Johnston             | Toyota GR Yaris Rally1 |
| 19                   | Jourdan Serderidis | Frédéric Miclotte          | Ford Puma Rally1       |
| 33                   | Elfyn Evans        | Scott Martin               | Toyota GR Yaris Rally1 |
| WRC2-Klasse (Rally2) |                    |                            |                        |
| Nr.                  | Fahrer             | Co-Pilot                   | Auto                   |
| 20                   | Sami Pajari        | Enni Mälkönen              | Toyota GR Yaris Rally2 |
| 21                   | Yohan Rossel       | Florian Barral             | Citroën C3 Rally2      |
| 22                   | Lauri Joona        | Janni Hussi                | Škoda Fabia RS Rally2  |
| 24                   | Jan Solans         | Rodrigo Sanjuan de Eusebio | Toyota GR Yaris Rally2 |
| 25                   | Georg Linnamäe     | James Morgan               | Toyota GR Yaris Rally2 |
| 26                   | Josh McErlean      | James Fulton               | Škoda Fabia RS Rally2  |
| 27                   | Gus Greensmith     | Jonas Andersson            | Škoda Fabia RS Rally2  |
| 28                   | Robert Virves      | Aleks Lesk                 | Škoda Fabia RS Rally2  |

Anmerkung: Insgesamt haben sich 70 Fahrzeuge in verschiedenen Klassen eingeschrieben.

## Klassifikationen

### WRC Rally1
| Position | Position | Nr. | Fahrer             | Co-Pilot          | Auto                   | Zeit      | Rückstand | WM-Punkte | WM-Punkte | WM-Punkte  | WM-Punkte |
| Gesamt   | Rally    | Nr. | Fahrer             | Co-Pilot          | Auto                   | Zeit      | Rückstand | Samstag   | Sonntag   | Powerstage | Total     |
| -------- | -------- | --- | ------------------ | ----------------- | ---------------------- | --------- | --------- | --------- | --------- | ---------- | --------- |
| 1        | 1        | 11  | Thierry Neuville   | Martijn Wydaeghe  | Hyundai i20 N Rally1   | 3:38:04.2 |           | 18        | 4         | 2          | 24        |
| 2        | 2        | 6   | Dani Sordo         | Cándido Carrera   | Hyundai i20 N Rally1   | 3:39:51.0 | 01:46.8   | 15        | 2         | 0          | 17        |
| 3        | 3        | 8   | Ott Tänak          | Martin Järveoja   | Hyundai i20 N Rally1   | 3:41:01.5 | 02:57.3   | 10        | 7         | 4          | 21        |
| 14       | 4        | 19  | Jourdan Serderidis | Frédéric Miclotte | Ford Puma Rally1       | 4:01:10.4 | 23:06.2   | 0         | 0         | 0          | 0         |
| 16       | 5        | 17  | Sébastien Ogier    | Vincent Landais   | Toyota GR Yaris Rally1 | 4:01:48.7 | 23:44.5   | 13        | 0         | 0          | 13        |
| 18       | 6        | 33  | Elfyn Evans        | Scott Martin      | Toyota GR Yaris Rally1 | 4:02:49.7 | 24:45.5   | 0         | 5         | 3          | 8         |
| 21       | 7        | 16  | Adrien Fourmaux    | Alexandre Coria   | Ford Puma Rally1       | 4:08:00.9 | 29:56.7   | 0         | 6         | 5          | 11        |
| 30       | 8        | 18  | Takamoto Katsuta   | Aaron Johnston    | Toyota GR Yaris Rally1 | 4:19:26.4 | 41:22.2   | 0         | 3         | 1          | 4         |
| DNF      | DNF      | 13  | Grégoire Munster   | Louis Louka       | Ford Puma Rally1       |           |           | 0         | 0         | 0          | 0         |

Anmerkung: Insgesamt haben sich 52 Fahrzeuge von 70 gestarteten klassiert.

## Wertungsprüfungen
Zeitzone MESZ
| Datum        | Start         | Nr.                    | WP                            | Länge                  | Gewinner                                                                               | Zeit                                    | Leader           |
| ------------ | ------------- | ---------------------- | ----------------------------- | ---------------------- | -------------------------------------------------------------------------------------- | --------------------------------------- | ---------------- |
| 5. September | 09:01         | —                      | Lamia (Shakedown)             | 3,62 km                | Takamoto Katsuta                                                                       | 02:39.1                                 |                  |
| 6. September | 07:58         | WP1                    | Ano Pavliani 1                | 22,47 km               | Sébastien Ogier                                                                        | 16:33.2                                 | Sébastien Ogier  |
| 6. September | 09:09         | WP2                    | Dafni 1                       | 21,67 km               | Takamoto Katsuta                                                                       | 16:45.3                                 | Ott Tänak        |
| 6. September | 11:30         | WP3                    | Tarzan 1                      | 23,37 km               | Sébastien Ogier                                                                        | 17:06.3                                 | Sébastien Ogier  |
| 6. September | 13:16 – 13:46 | Service A Lamia        | Service A Lamia               | Service A Lamia        | Service A Lamia                                                                        | Service A Lamia                         | Sébastien Ogier  |
| 6. September | 14:29         | WP4                    | Ano Pavliani 2                | 22,47 km               | Sébastien Ogier                                                                        | 16:11.0                                 | Sébastien Ogier  |
| 6. September | 15:40         | WP5                    | Dafni 2                       | 21,67 km               | Ott Tänak                                                                              | 16:27.2                                 | Ott Tänak        |
| 6. September | 17:48         | WP6                    | Tarzan 2                      | 23,37 km               | Thierry Neuville                                                                       | 16:56.9                                 | Ott Tänak        |
| 6. September | 19:23 – 20:08 | Service B Lamia        | Service B Lamia               | Service B Lamia        | Service B Lamia                                                                        | Service B Lamia                         | Ott Tänak        |
| 7. September | 08:16         | WP7                    | Rengini                       | 28,67 km               | Thierry Neuville                                                                       | 17:51.3                                 | Dani Sordo       |
| 7. September | 10:37         | WP8                    | Thiva                         | 20,95 km               | Sébastien Ogier                                                                        | 14:53.9                                 | Dani Sordo       |
| 7. September | 13:05         | WP9                    | Aghii Theodori 1              | 25,87 km               | Sébastien Ogier                                                                        | 18:14.1                                 | Thierry Neuville |
| 7. September | 15:03 – 15:18 | Reifenservice Loutraki | Reifenservice Loutraki        | Reifenservice Loutraki | Reifenservice Loutraki                                                                 | Reifenservice Loutraki                  | Thierry Neuville |
| 7. September | 15:46         | WP10                   | Loutraki                      | 12,90 km               | Ott Tänak                                                                              | 09:07.0                                 | Thierry Neuville |
| 7. September | 17:05         | WP11                   | Aghii Theodori 2              | 25,87 km               | Sébastien Ogier                                                                        | 17:49.0                                 | Thierry Neuville |
| 7. September | 21:05         | WP12                   | EKO WPS                       | 1,97 km                | Thierry Neuville                                                                       | 01:44.6                                 | Thierry Neuville |
| 8. September | 06:00 – 06:45 | Service C Lamia        | Service C Lamia               | Service C Lamia        | Service C Lamia                                                                        | Service C Lamia                         | Thierry Neuville |
| 8. September | 8:59          | WP13                   | Inohori                       | 17,47 km               | Sébastien Ogier                                                                        | 14:00.6                                 | Thierry Neuville |
| 8. September | 10:05         | WP14                   | Eleftherohori 1               | 18,29 km               | Sébastien Ogier                                                                        | 11:38.6                                 | Thierry Neuville |
| 8. September | 12:15 – 12:30 | Service D Lamia        | Service D Lamia               | Service D Lamia        | Service D Lamia                                                                        | Service D Lamia                         | Thierry Neuville |
| 8. September | 13:15         | WP15                   | Eleftherohori 2 (Power Stage) | 18,29 km               | 1. Adrien Fourmaux 2. Ott Tänak 3. Elfyn Evans 4. Thierry Neuville 5. Takamoto Katsuta | 10:43.8 10:44.8 10:54.6 11:01.2 11:09.7 | Thierry Neuville |